# Zef Pllumi
Zef Pllumi OFM właśc. Prenk Pllumi (ur. 1924 we wsi Mali i Rencit k. Lezhy, zm. 26 września 2007 w Rzymie) – albański ksiądz katolicki i pisarz.

## Życiorys
Syn Gjeto i Luki. W 1931 rozpoczął naukę w prowadzonej przez Franciszkanów szkole w Szkodrze. Wśród jego nauczycieli byli m.in. Gjergj Fishta i Alfons Tracki.
W latach 1943–1944 współpracował z pismem Hylli i Dritës, w tym czasie był też sekretarzem Matiego Prennushiego, prowincjała zakonu franciszkanów. 15 września 1946 został aresztowany przez funkcjonariuszy Sigurimi, wraz z Prendushim i grupą duchownych franciszkańskich. 8 stycznia 1948 został skazany przez Sąd Wojskowy na karę trzech lat więzienia. Karę odbywał w obozach pracy w Bedenie i w Orman-Pojani. Więzienie opuścił w 1949 i przez dwa lata pracował jako pracownik techniczny w muzeum w Szkodrze.
W 1956, już w wieku 32 lat uzyskał święcenia kapłańskie i do 1967 pracował w parafiach w krainie Dukagjini, na północy kraju. Po ogłoszeniu Albanii państwem ateistycznym w 1967, Pllumi podjął pracę w kołchozie. Po kilku latach został aresztowany i skazany na 23 lata więzienia za uprawianie wrogiej propagandy. Karę odbywał w więzieniu w Tiranie i Ballshu, a także w obozach w Bedenie, Orman Pojan, Spaçu, Repsie, Skrofotinë i Shënkollu.
Zwolniony z więzienia, 24 grudnia 1990 odprawił pierwszą Mszę św. w Tiranie we franciszkańskim kościele Shen Ndout. 28 grudnia w siedzibie Ligi Pisarzy i Artystów Albanii odbyło się zorganizowane przez Pllumiego spotkanie poświęcone pamięci Gjergji Fishty, potępianego w okresie dyktatury komunistycznej.
W 1993 znalazł się w grupie duchownych, którzy reaktywowali pismo Hylli i Dritës. Lata 90. były dla Pllumiego okresem intensywnej pracy twórczej. Spośród wydanych przez niego dzieł, szczególne znaczenie mają trzytomowe pamiętniki Rrno vetëm për me tregue (Żyję, aby to opowiedzieć), stanowiące zapis jego życia od czasów wczesnej młodości. Za tę trylogię Pllumi został w 2006 wyróżniony nagrodą Złotego Pióra (alb. Penda e Artë), przyznawaną przez ministerstwo kultury. W tym samym roku został uhonorowany przez prezydenta Alfreda Moisiu orderem Honor Narodu (alb. Nderi i Kombit).

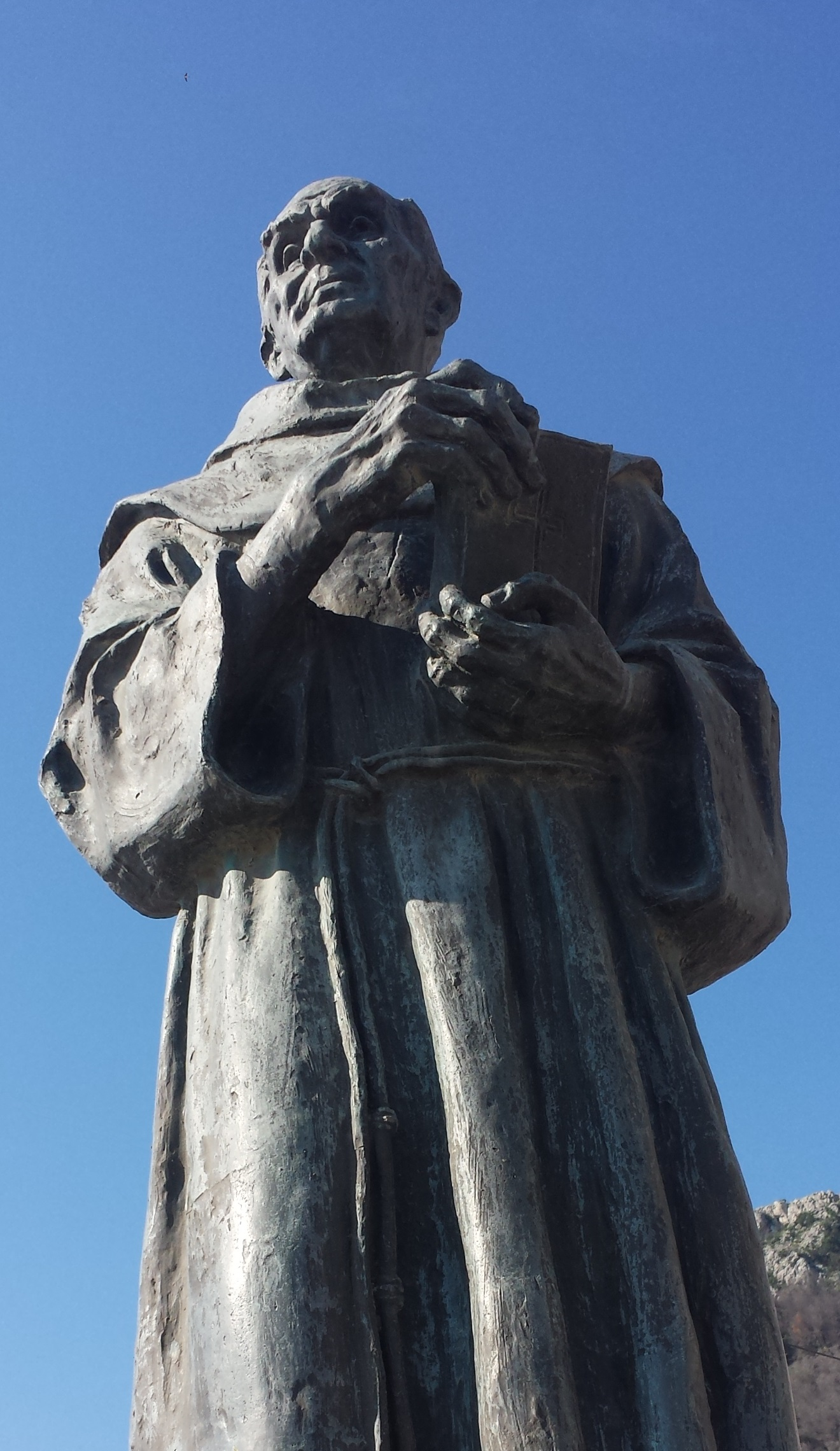
Pomnik Pllumiego w Shengjinie

W grudniu 2005 Pllumi udzielił kontrowersyjnego wywiadu dziennikowi Shekulli, w którym wypowiedział się przeciwko dominacji w Kościele albańskim księży-cudzoziemców, co w jego opinii miało stanowić zagrożenie dla narodowego charakteru tej wspólnoty.
Zmarł w rzymskiej klinice Gemelli. Jego imieniem nazwano nagrodę przyznawaną najlepszym albańskim publicystom i pisarzom. Imię Pllumiego nosi jedna z ulic w szkoderskiej dzielnicy Arra e Madhe i szkoła w Tiranie.

## Dzieła
- 1995: Libri i kujtimeve: 1944-1951 (Księga wspomnień: 1944-1951)
- 1995: Rrno vetëm për me tregue (Żyję, aby to opowiedzieć)
- 2001: Françeskanët e mëdhaj (Wybitni Franciszkanie)
- 2002: Ut heri dicebamus-- = Siç thonim dje-- : përmbledhje shkrimesh, publicistike
- 2005: Frati i pashallarëve Bushatli, Erazmo Balneo
- 2009: Saga e fëmijnisë : un që jetova shum shekuj : tregim autobiografik